# Harper's Magazine
Pour les articles homonymes, voir Harper's.
Harper's Magazine est un magazine mensuel généraliste américain fondé en 1850 et publié sans interruption depuis cette date.

## Historique
Il paraît la première fois sous le titre Harper's New Monthly Magazine en juin 1850, à New York, édité par la société Harper & Brothers. Le tirage est de 7 500 exemplaires. Dès le départ, des feuilletons littéraires y sont proposés. Des extraits de Moby Dick de Herman Melville y sont pré-publiés en octobre 1851.
Dans les années 1890, la campagne publicitaire d'affiches qui promeut le magazine est illustrée par Edward Penfield.
Rebaptisé Harper's Magazine, et communément appelé Harper's, il couvre la politique, la littérature, la culture et les arts. C'est le deuxième plus vieux magazine américain publié sans interruption (après Scientific American, 1845).
Son tirage actuel est de plus de 200 000 exemplaires et son président actuel est John R. MacArthur (en).

## Contributeurs notables

### 1850-1914
- Horatio Alger
- Charles Baude (graveur)
- Sarah Chauncey Woolsey
- Joseph Conrad
- Rose Terry Cooke
- Stephen A. Douglas
- Horace Greeley
- Winslow Homer
- Henry James
- Fitz Hugh Ludlow
- Herman Melville
- John Muir
- Sarah Morgan Bryan Piatt
- Frederic Remington
- Theodore Roosevelt
- Mark Twain
- Elizabeth Stuart Phelps Ward
- Woodrow Wilson

### XXesiècle
- Winston Churchill
- Theodore Dreiser
- William Dean Howells
- Seymour Hersh
- Jack London
- Stanley Milgram
- Henry L. Stimson
- Booth Tarkington
- Hunter S. Thompson
- John Updike
- H. G. Wells
- Shirley Jackson

### Depuis 2000
- Lynsey Addario
- T. C. Boyle
- Jonathan Franzen
- Barbara Grizzuti Harrison
- Naomi Klein
- George Saunders
- Susan Straight
- William T. Vollmann
- David Foster Wallace
- Michel Houellebecq